# Эстонцы в Латвии
Эстонцы в Латвии (эст. Eestlased Lätis, латыш. Latvijas igauņi) — национальное меньшинство Латвии. По состоянию на 1 января 2024 года численность эстонцев в Латвии составляла 1951 человек, из них 1093 человека — граждане Латвии и 217 человек — неграждане Латвии. По состоянию на 1 января 2024 года в Латвии проживало 1287 граждан Эстонии.
В конце XIX века численность эстонцев достигала 10 тысяч. В основном эстонцы проживают в Риге и около границы с Эстонией, ранее проживали также в районе Лудзы (см. Лудзенские эстонцы) и в Илзенской волости (см. en:Gauja Estonians).
По переписи 1930 года в Латвии жило 7708 эстонцев (0,4 % населения), причём в Видземе эстонцы составляли 1,1 % жителей. Эстонский язык был родным для 0,23 % населения. На 1930/31 уч. год в Латвии было 4 эстонские основные (7-8 классов) школы со 159 учениками.
В 1934 году между Латвией и Эстонией была заключена Конвенция о школах, которая предусматривала открытие эстонских школ или преподавание эстонского языка при определённом числе учащихся.
В 1988 г. воссоздано эстонское общество, за которым в 1997 году особым законом были восстановлены права собственности на здание в Риге. В 1989 г. в Риге основана эстонская школа. В составе Латвийской евангелическо-лютеранской церкви действует Рижский эстонский приход Петра и Павла.
В 2011 году принято решение о преобразовании эстонской средней школы в основную.